# Llista d'esfíngids
Els esfíngids (Sphingidae) són una família de lepidòpters coneguts vulgarment com a esfinxs o borinots. Hi ha 206 gèneres i 206 genera, 1.463 espècies. Estan presents a tots els continents llevat de l'Antàrtida.

## Llista d'espècies europees
- Acherontia atropos — papallona de la mort
- Agrius cingulatus (provinent d'Amèrica, exemplars migradors extraviats)
- Agrius convolvuli — borinot de les corretjoles
- Daphnis nerii — borinot del baladre
- Deilephila elpenor — esfinx grossa de la vinya
- Deilephila porcellus — borinot morat petit
- Dolbina elegans
- Hemaris croatica
- Hemaris fuciformis
- Hemaris tityus
- Hippotion celerio
- Hippotion osiris (procedent d'Àfrica, molt poques cites)
- Hyles dahlii
- Hyles euphorbiae — esfinx de les lletereses
- Hyles gallii — borinot de les espunyidelles
- Hyles hippophaes
- Hyles livornica
- Hyles nicaea
- Hyles tithymali
- Hyles vespertilio
- Hyles zygophylli (cites aïllades)
- Laothoe amurensis
- Laothoe populi — esfinx del pollancre
- Macroglossum stellatarum — bufaforats
- Marumba quercus — esfinx del roure
- Mimas tiliae — esfinx del til·ler
- Proserpinus proserpina
- Rethera komarovi
- Sphingonaepiopsis gorgoniades
- Smerinthus ocellata — esfinx ocel·lat
- Sphinx ligustri — esfinx de la traona
- Sphinx maurorum — esfinx o borinot del pi
- Sphinx pinastri
- Theretra alecto
- Theretra boisduvalii (cites aïllades)

## Llista d'espècies ibèriques
- Acherontia atropos
- Agrius cingulatus (provinent d'Amèrica, exemplars migradors extraviats)
- Agrius convolvuli
- Deilephila elpenor
- Deilephila porcellus
- Hemaris fuciformis
- Hemaris tityus
- Hippotion celerio
- Hippotion osiris (procedent d'Àfrica, molt poques cites)
- Hyles dahlii (exemplars ocasionals a Balears i alguna cita al nord-est de la Península)
- Hyles euphorbiae
- Hyles hippophaes (només cites al Pirineu)
- Hyles livornica
- Hyles nicaea (molt rara)
- Laothoe populi
- Macroglossum stellatarum
- Marumba quercus
- Mimas tiliae
- Proserpinus proserpina
- Smerinthus ocellata
- Sphinx ligustri
- Sphinx maurorum